# You Turn Me On, I'm a Radio
 You Turn Me On I'm a Radio  è un brano musicale della cantautrice canadese Joni Mitchell, terza traccia del lato B del quinto album in studio For the Roses, pubblicato nell'ottobre 1972.

## Storia
Joni Mitchell aveva scritto questa canzone a seguito di una richiesta della sua etichetta discografica di scrivere una canzone di successo. La canzone fu registrata in preparazione per l'imminente quinto album in studio di Mitchell a Hollywood, California, presso gli A&M Studios. E in realtà il brano è sicuramente il jolly nel mazzo di For The Roses.
Graham Nash, David Crosby e Neil Young avevano contribuito alla sessione di registrazione della canzone, tuttavia, nella versione finale fu incluso solo il pezzo per armonica eseguito da Graham Nash.

## Testo e significato
Questa canzone è cantata dalla prospettiva di una radio, spiegando come può piacere agli ascoltatori. Naturalmente, questa stazione radiofonica potrebbe essere vista anche come una metafora di una persona che sta cercando di compiacere qualcuno.

## Musicisti
- Joni M., chitarra
- Graham Nash, armonica a bocca